# Aleksander Janežič
Aleksander Janežič, slovenski zdravnik kardiolog, * 6. april 1925, Ljubljana, † 4. julij 2012, Ljubljana.
Na Medicinski fakulteti v Ljubljani je diplomiral leta 1951, nakar je bil z dekretom Ministrstva za zdravstvo napoten na teren v splošno bolnišnico v Piranu v takratno cono B Svobodnega tržaškega ozemlja. Leta 1960 je naredil specialistični izpit iz interne medicine, nato pa odšel v tujino, kjer se je  strokovno izobraževal na tedaj novem področju funkcionalne kardiopulmonalne diagnostike, Po vrnitvi je ustanovil Kardiorespiratorni laboratorij v sklopu kardiološke službe Interne klinike Kliničnih bolnic v Ljubljani, s čimer se je začel razvoj slovenske kardiorespiratorne fiziologije, med drugim z uvedbo  ehokardiografije in nekaterih elektrokardioloških metod, vključno s holtersko monitorizacijo. Kardiorespiratorni laboratorij se je pod njegovim vodstvom hitro razvil v Inštitut za klinično kardiorespiratorno fiziologijo in se  leta 1980 združil s Kardiološko kliniko v  Center za bolezni srca in ožilja, ki ga je vodil kot predstojnik do leta 1990.  Vzpostavil je sodelovanje z laboratorijem za kardiorespiratorno diagnostiko na Golniku, kar je pripomoglo k začetku izvajanja diagnostike pljučne funkcije tudi v UKC Ljubljana.  Od 1977 do 1991 je bil predstojnik Interne klinike UKC Ljubljana, nekaj časa je bil tudi podpredsednik Medicinskega sveta UKC Ljubljana in član kolegija predsednika poslovodnega odbora UKC Ljubljana, dlje časa pa je bil tudi konziliarni kardiolog Inštituta za pljučne bolezni in tuberkulozo Golnik.
Doktorsko disertacijo »Sprememba pljučne funkcije pri mitralni hibi« je obranil leta 1974 in leta 1980 je bil imenovan za rednega profesorja za predmet interna medicina – kardiologija na Medicinski fakulteti v Ljubljani. Vodil je podiplomski tečaj iz kardiologije in sodeloval pri podiplomskem študiju pulmologije ter bil mentor v okviru magistrskega in doktorskega študija.
Članstva:
Bil je član stalnega strokovnega sveta za vprašanja farmakoterapije pri jugoslovanskem Zveznem zavodu za zdravstveno varstvo v Beogradu in član jugoslovanske zvezne komisije za zdravila. Bil je tudi med pobudniki ustanovitve Lipidnega odbora pri Združenju kardiologov Jugoslavije in nato njegov predsednik.  Omenjeni odbor je bil zaslužen za uvedbo sistematskih akcij preprečevanja in zdravljenja hiperlipidemij in ostalih dejavnikov tveganja za razvoj koronarne ateroskleroze. Bil je tudi ustanovni član Mednarodnega združenja za monotorizacijo po Holterju. 
Nagrade in priznanja:
Leta 1982 je s soavtorji prejel Nagrado Sklada Borisa Kidriča za razvoj mikroprocesorskega analizatorja EKG . Prejel je tudi priznanje Mednarodnega centra klinik v Clevelandu, častno priznanje mesta Ljubljane in državno odlikovanje reda zaslug za narod s srebrnimi žarki.
Bibliografija:
Njegovo raziskovalno delo je obsegalo zlasti področja kardiologije, klinične farmakologije in funkcijske diagnostike. Je avtor in soavtor več kot 120 strokovnih in znanstvenih člankov, objavljenih v Zdravstvenem vestniku (od leta 1992 ponovno poimenovan Zdravniški vestnik), Medicinskih razgledih, različnih kongresnih zbornikih, pa tudi v tujih publikacijah, kot je European Heart Journal in Bibliotheca Cardiologica. Je soavtor učbenika »Osnove internistične propedevtike« (Ljubljana: Medicinska fakulteta, 1987) ter strokovni recenzent več knjig.  
Zasebno življenje: 
Aleksander Janežič je bil rojen 6. aprila 1925 v Ljubljani mami Zori (roj. Hudovernik, hčeri notarja Aleksandra Hudovernika, 1861-1931) in očetu Matiji Janežiču. Osnovno šolo je obiskoval na Vrtači, leta 1943 je z odliko maturiral na Državni klasični gimnaziji v Ljubljani. Leta 1945 se je vpisal med prvo generacijo študentov na takrat novoustanovljeno popolno Medicinsko fakulteto v Ljubljani, kjer je diplomiral leta 1951. Umrl je 4. julija 2012 v Ljubljani.  